# Amherst Junction
Amherst Junction – wieś w Stanach Zjednoczonych, w stanie Wisconsin, w hrabstwie Portage.